# Tagkawayan
Tagkawayan é um município de  primeira classe de renda municipal (d) na província Quezon, nas Filipinas. De acordo com o censo de 1 de maio  de  2020 possui uma população de 54 003 pessoas e 13 060 domicílios.